# Jean-Jacques Picart
Pour les articles homonymes, voir Picart.
Jean-Jacques Picart est un célèbre attaché de presse et agent de conseil Français en marketing dans les domaines du luxe, de la mode et de la haute couture. Il est associé fondateur de la maison Christian Lacroix avec Christian Lacroix de 1987 à 1999.          

## Carrière

### Relation de presse et marketing multi marque
Jean-Jacques Picart commença dans les années 1970 en créant et dirigeant son propre bureau de presse à travers lequel il fut responsable de l’image de nombreuses marques et griffes tant françaises qu’étrangères parmi lesquelles Thierry Mugler, Cacharel, Shiseido, Emanuel Ungaro, Hermès, Jean-Charles de Castelbajac, Kenzo, Chloé, Daniel Hechter, La Redoute, New Man, Levi's, Helmut Lang, Ferragamo ou Jil Sander AG, sans oublier Jean Patou où en 1987 il lance le jeune couturier Christian Lacroix.

### Association avec Christian Lacroix
En 1987, il s’associe à Christian Lacroix, et avec le soutien du numéro un mondial du luxe, Louis Vuitton Moët Hennessy (LVMH), ils créent la maison Christian Lacroix. Il y restera responsable de la communication et du marketing pendant douze ans, jusqu’en 1999.

### Conseil du luxe et de la mode haute couture
En 1999, il crée son cabinet de conseil spécialisé luxe et mode. Depuis, il accompagne et conseille les managers et les responsables d’entreprises face à leurs problèmes de développement, de création, de communication, ou d’image. Mais il aide également les créateurs qui débutent et qui pensent qu’il peut d’une manière ou d’une autre les éclairer dans leur marche vers le succès. En parallèle, il participe à de nombreux séminaires sur le luxe et la mode et collabore à l’édition de deux magazines : HighFashion au Japon et le supplément de La Tribune en France.